# Oleksandr Vorobjov
Oleksandr Vorobjov (ukrainska: Олександр Сергійович Воробйов), född den 5 oktober 1984 i Dneprodzerzjinsk i Ukrainska SSR i Sovjetunionen (nu Ukraina), är en ukrainsk före detta gymnast.
Han tog OS-brons i ringar i samband med de olympiska gymnastiktävlingarna 2008 i Peking.